# Mundo Livre S/A
Mundo Livre S/A é uma banda brasileira surgida em 1984 em Recife, Pernambuco. Seu nome foi retirado de discursos do presidente norte-americano Ronald Reagan.
Nasceu no bairro beira-mar de Candeias, mesmo lugar de Recife em que foi redigido o manifesto Caranguejos com Cérebro, marco do Movimento Mangue, que prega a universalização e a atualização da Música de Pernambuco. Fred Zero Quatro, vocalista da banda, foi o autor do manifesto, juntamente com Renato L. e Chico Science. O Mundo Livre foi uma das bandas fundadoras do movimento Manguebeat.

## Integrantes
- Fred Zero Quatro (vocal, guitarra e cavaquinho)
- Pedro Diniz (baixo)
- Xef Tony (bateria)
- Léo D. (teclado)
- Pedro Santana (percussão)

## Ex-integrantes
- Otto, (percussão - até 1996, quando decidiu seguir carreira solo)
- Fábio Goró (baixo)
- Marcelo Pianinho (percussão)
- Bactéria Maresia (teclado e guitarra)
- Tom Rocha (percussão)
- Areia (baixo)

## Discografia

### Álbuns de estúdio
- (1994) - Samba Esquema Noise
- (1996) - Guentando a Ôia
- (1998) Carnaval Na Obra
- (2000) - Por Pouco
- (2004) - O Outro Mundo de Manuela Rosário
- (2011) - Novas Lendas da Etnia Toshi Babaa
- 2013) - Mundo Livre S.A. vs. Nação Zumbi
- (2018) - A Dança dos Não Famosos
- (2022) - Walking Dead Folia (Sorria Você Teve Alta!)

#### DVDs
- (2016) - DVD Manguebit: Ao Vivo

### Compilações
- 2008 - Combat Samba - E se a gente sequestrasse o trem das 11?

### EPs
- 2004 - Box Bit (Box contendo os quatro primeiros álbuns da banda mais um DVD com 10 clipes.)
- 2005 - Bebadogroove / Vol. 1 - Garagesambatransmachine

### Participações
- 2000 - Baião de Viramundo - Tributo a Luiz Gonzaga
- 2006 - Vou tirar você desse lugar - Tributo a Odair José
- 2008 - Frevo do Mundo

### Demos
- 1989 - Mundo Livre S.A
- 1992 - Mundo Livre Demo Tape

## Prêmios e indicações

### MTV Video Music Brasil
| Ano  | Categoria                     | Indicação        | Resultado |
| ---- | ----------------------------- | ---------------- | --------- |
| 1995 | Artista Revelação             | Livre Iniciativa | Indicado  |
| 1998 | Videoclipe de Rock            | Bolo de Ameixa   | Indicado  |
| 2001 | Direção de Arte em Videoclipe | Melô das Musas   | Indicado  |

### Prêmio Contigo! MPB FM
| Ano  | Categoria                | Indicação                         | Resultado |
| ---- | ------------------------ | --------------------------------- | --------- |
| 2012 | Melhor Álbum de Pop/Rock | Novas Lendas da Etnia Toshi Babaa | Indicado  |